# إيزابيل كيلي (لاعبة دوري الرغبي)
إيزابيل كيلي (بالإنجليزية: Isabelle Kelly)‏ هي لاعبة دوري الرغبي أسترالية، ولدت في 9 أغسطس 1997 في غوسفورد في أستراليا.